# 58097 Alimov
58097 Alimov eller 1976 UQ1 är en asteroid i huvudbältet som upptäcktes den 26 oktober 1976 av den ryska astronomen Tamara Smirnova vid Krims astrofysiska observatorium på Krim. Den har fått sitt namn efter Aleksandr Alimov.
Asteroiden har en diameter på ungefär fyra kilometer.